# Moulin (glaciologie)
Pour les articles homonymes, voir Moulin (homonymie).

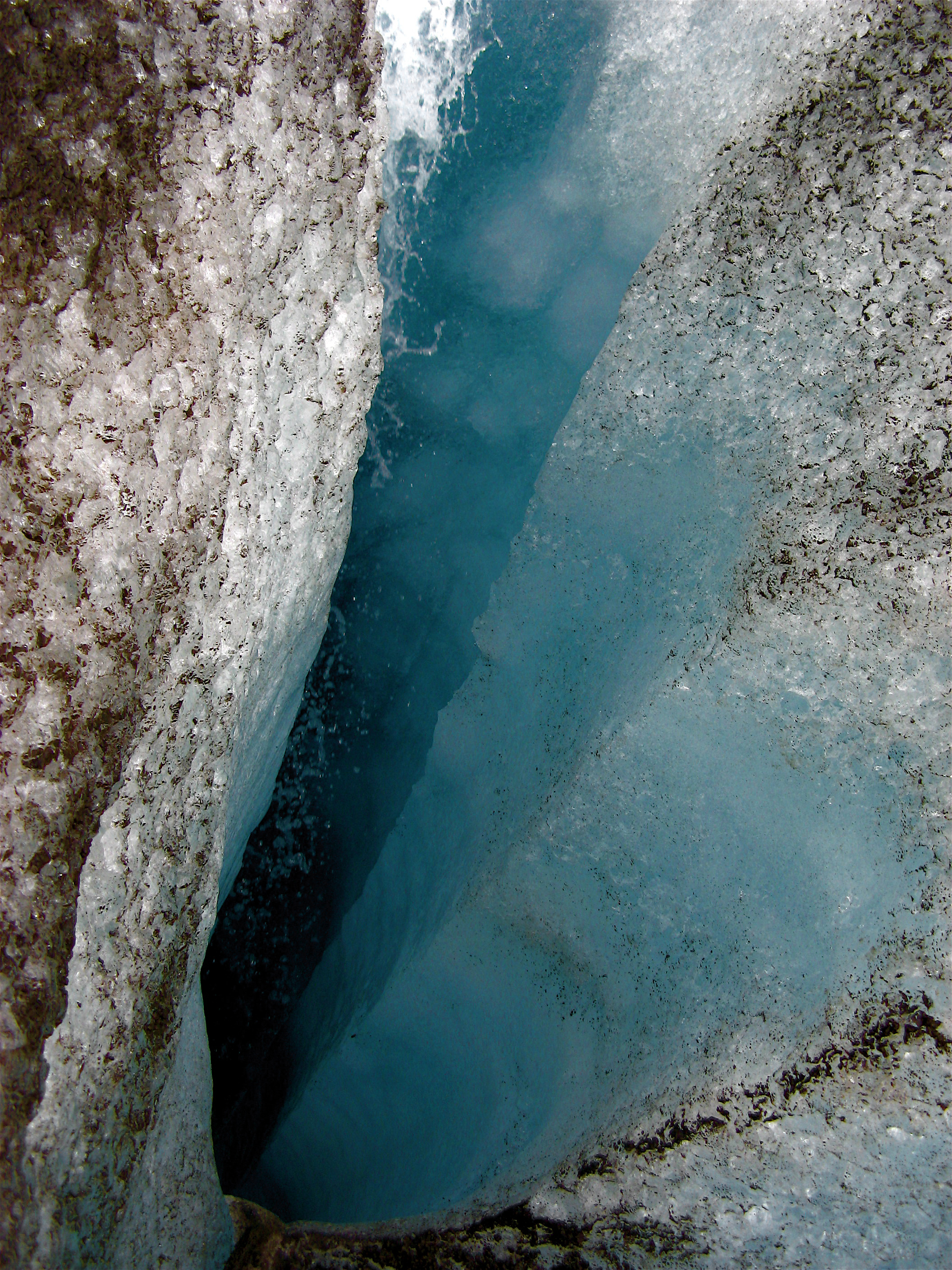
Un moulin percé par les eaux de fonte dans le glacier du Langjökull, en Islande. Le gouffre fait trois ou quatre mètres de longueur, un mètre de largeur et trente à quarante mètres de profondeur.

Un moulin est, en glaciologie, un puits taillé dans un glacier par les eaux de fonte et de pluie se trouvant en surface et par lequel elles transitent pour atteindre un réseau de galeries intra et sous-glaciaires. Ces galeries atteignent en général le substrat rocheux et les eaux ressurgissent au niveau du front glaciaire.

## Caractéristiques

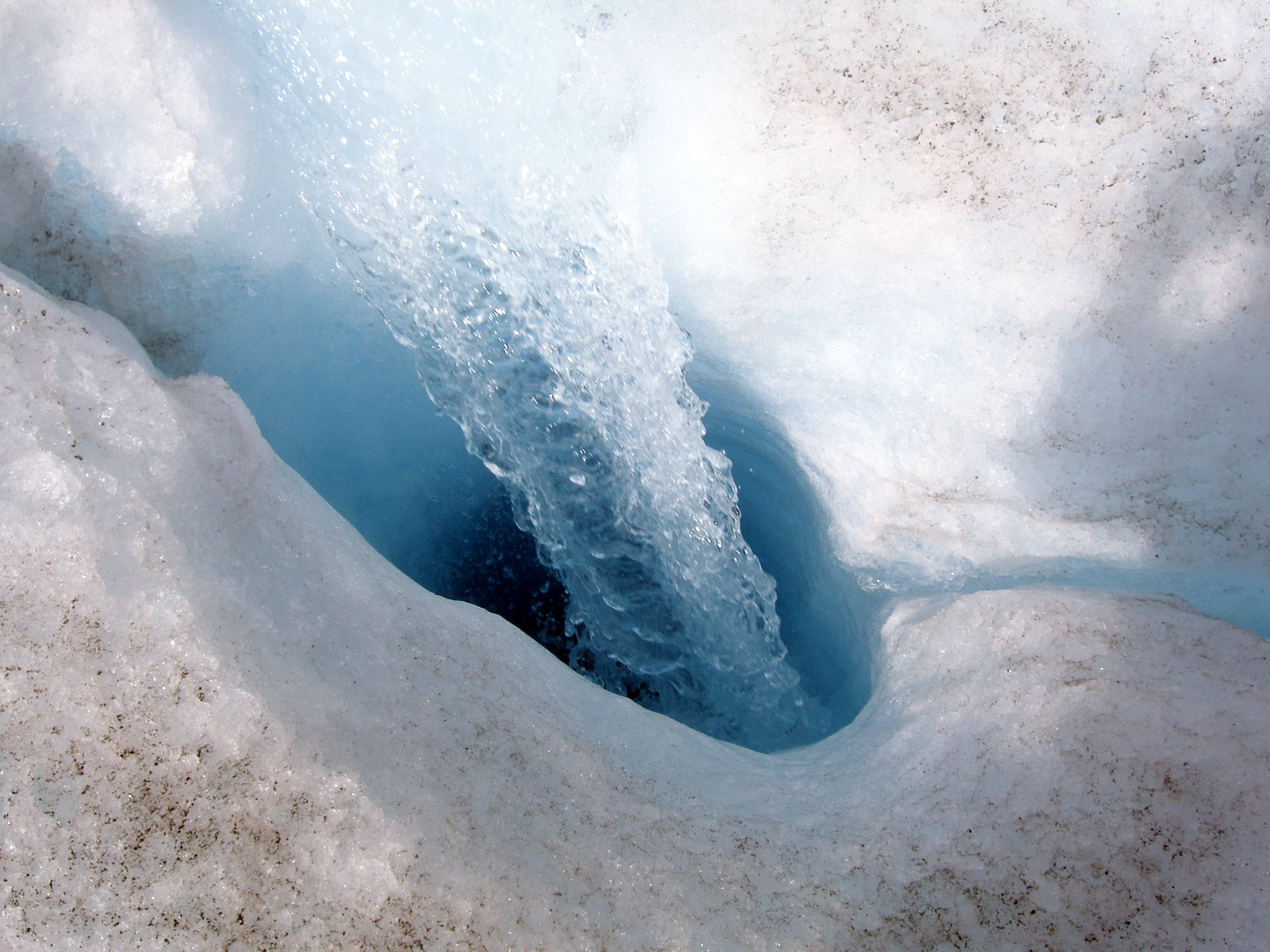
Un moulin dans le glacier Athabasca au Canada.

Un moulin en activité est alimenté par une ou plusieurs bédières, des torrents glaciaires de surface. Lorsque la bédière se tarit, le moulin n'est plus alimenté et a tendance à se refermer sous l'action des mouvements de la glace.
Les moulins peuvent se rencontrer dans tout type de glacier mais les plus fréquents et les plus grands se rencontrent en général sur les inlandsis et les calottes glaciaires.
Par analogie avec un réseau karstique, les moulins constituent les équivalents des avens.
Lorsqu'un inlandsis ou une calotte glaciaire progresse en remontant une pente, les moulins peuvent créer une pression hydrostatique permettant la formation d'une vallée tunnel sous la glace.

### Vidéographie
- (da + fr) Cœur de glace - Enquête climatique au Groenland [ Rejsen til isens indre ], de Lars Ostenfeld (réalisateur), de Hansen & Pedersen et Kloos & Co. Nord (producteurs), Arte, NDR (distributeurs), 2021 [présentation en ligne]